# Underi
Underi (también llamada Jaidurg) es una isla fortificada de la India cerca de la desembocadura del puerto de Mumbai al sur del Faro de Prong. Es un fuerte compañero de Khanderi y actualmente se encuentra en el distrito de Raigad, estado de Maharashtra.  Estas islas de Khanderi y Underi  sirvieron como uno de los puntos de referencia para los buques que entraban al puerto de Mumbai. Underi es más pequeña que Khanderi y casi circular. 
Fue construida por Kahim de los Siddis en 1680 de la era cristiana.